# Ambasciatore

Gli Ambasciatori di Hans Holbein il Giovane

È detto ambasciatore (la denominazione per esteso solitamente usata nella prassi è "ambasciatore straordinario e plenipotenziario") l'agente diplomatico che, secondo le norme del diritto internazionale, appartiene alla classe di rango più elevato. 

## Funzioni
L'ambasciatore può essere posto a capo di una missione diplomatica permanente del proprio stato presso un altro stato; nel caso della Santa Sede la missione è detta "nunziatura". Nella prassi vi sono, però, casi in cui una missione diplomatica, pur qualificata come ambasciata, è retta ordinariamente da un agente diplomatico di rango inferiore (ad esempio, un ministro plenipotenziario); in questi casi il capo missione durante il suo mandato è considerato "ambasciatore" a pieno titolo.
L'ambasciatore può anche essere posto a capo di una missione permanente presso un'organizzazione internazionale oppure far parte di una missione straordinaria o della delegazione attraverso la quale lo Stato partecipa alla negoziazione di un trattato internazionale o ad una conferenza internazionale. Infine, può essere titolare di un ufficio all'interno del proprio paese, di norma nell'ambito del ministero degli affari esteri o dicastero corrispondente.

## Storia
In passato venivano istituite ambasciate solo presso gli stati più importanti e missioni rette da agenti diplomatici di rango inferiore (legazioni) negli altri stati, mentre oggi (la prassi si è affermata dopo la seconda guerra mondiale) gli stati tendono ad istituire ovunque missioni con il rango di ambasciata, quand'anche, come si è già detto, non sono rette da un diplomatico col rango di ambasciatore. Inoltre, in passato gli ambasciatori erano accreditati solo fra monarchi: gli Stati Uniti, ad esempio, non utilizzarono questo titolo fino alla fine del XIX secolo.
In via del tutto eccezionale, poteva anche accadere che a ricoprire il ruolo di ambasciatore fossero delle donne, come nel caso della duchessa Beatrice d'Este, inviata dal marito in missione diplomatica a Venezia nel maggio 1493.

## Rango

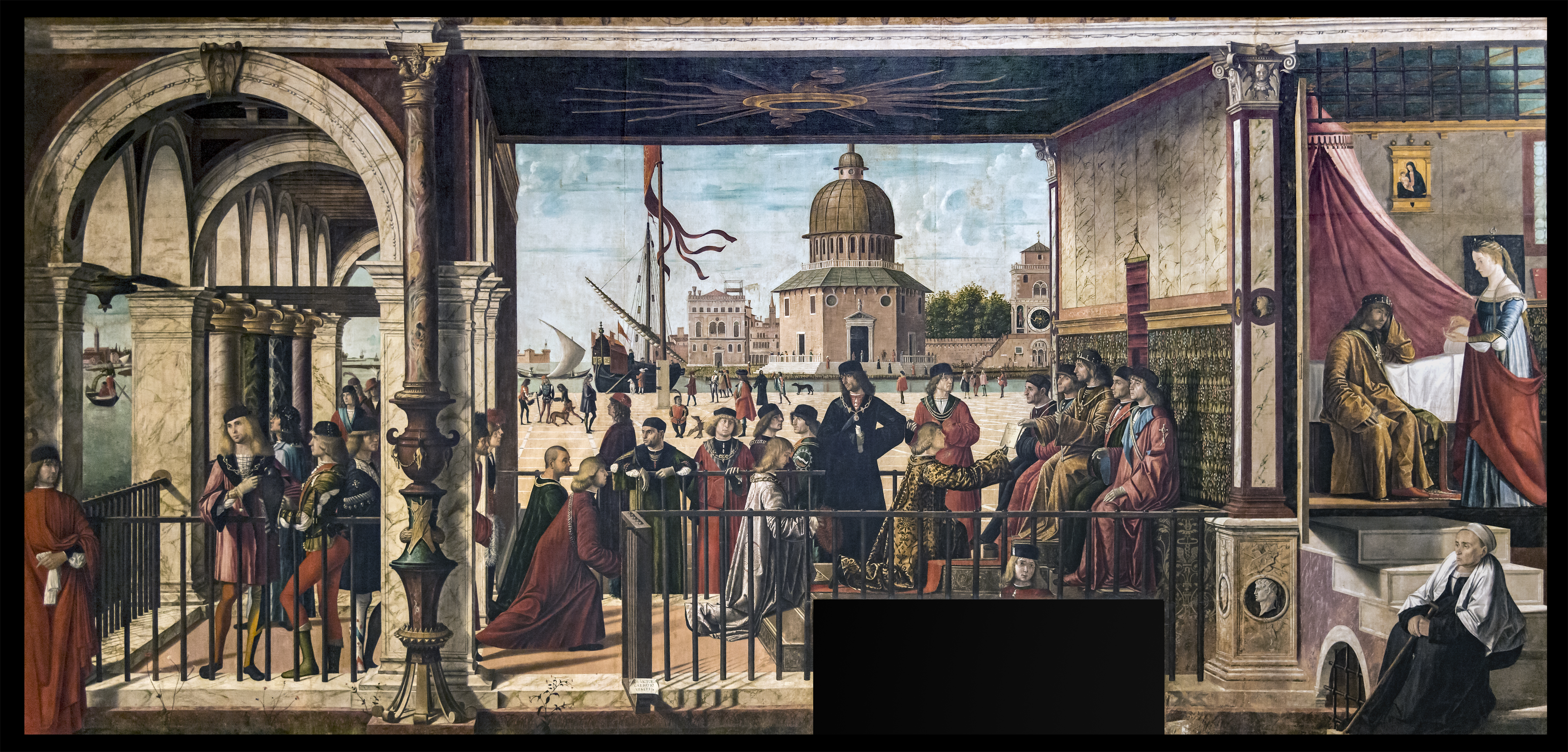
Arrivo degli ambasciatori inglesi presso il re di Bretagna di Vittore Carpaccio.

Il rango preminente riconosciuto all'ambasciatore presso lo Stato in cui opera, nella prassi si era già generalizzato verso la metà del XVII secolo; fu confermato dal Congresso di Vienna, stabilendo la gerarchia poi accolta dalla Convenzione di Vienna sulle relazioni diplomatiche. Essendo considerato un rappresentante personale del capo dello stato, spetta all'ambasciatore l'appellativo di "sua eccellenza'" e il privilegio di chiedere in ogni momento udienza al capo dello stato presso cui è accreditato. Le qualificazioni di "straordinario" "plenipotenziario" solitamente utilizzate nella prassi non hanno più un significato particolare: in passato ambasciatori straordinari erano quelli temporaneamente inviati per una particolare missione, in contrapposizione agli "ambasciatori ordinari" residenti nello Stato presso il quale erano accreditati. In seguito, poiché l'ambasciatore straordinario poteva essere inteso come avente un rango più elevato rispetto agli ordinari, si finì per generalizzare il titolo attribuendolo anche a questi ultimi. Plenipotenziario significa, invece, munito dei pieni poteri per negoziare e firmare trattati internazionali per conto del proprio stato e risale ad un'epoca in cui era spesso il capo della missione diplomatica a farlo, mentre oggi, grazie allo sviluppo dei trasporti e delle comunicazioni, i capi di Stato ed i membri dei governi possono più agevolmente incontrarsi per questo scopo.

## In Italia
Ambasciatore è anche il grado apicale della carriera diplomatica. In Italia si accede al grado di ambasciatore con decreto del Presidente della Repubblica, previa deliberazione del Consiglio dei ministri, su proposta motivata del Ministro degli Affari esteri, fra i ministri plenipotenziari che abbiano compiuto sette anni di effettivo servizio nel loro grado.
Al 2012 gli ambasciatori erano 35, mentre vi erano 112 sedi diplomatiche italiane rette da un funzionario di rango inferiore come "facente funzione". In generale agli ambasciatori  sono riservate le sedi tradizionalmente più prestigiose (come Londra e Parigi) o quelle politicamente più delicate (come Pechino e Nuova Delhi). D'altra parte, alcuni ambasciatori non sono preposti ad una missione diplomatica ma ad ufficio centrale del Ministero degli Affari esteri: è il caso del Segretario generale del Ministero.
Svolgere il ruolo di ambasciatore non è una prerogativa dei funzionari appartenenti alla carriera diplomatica: anche in Italia, come del resto negli Stati Uniti o in molti altri Paesi, chiunque può essere nominato a capo di una rappresentanza diplomatica, con titolo e rango di ambasciatore.
Secondo una consuetudine ormai superata del protocollo diplomatico, il titolo di ambasciatore doveva essere usato sia che la carica fosse ricoperta da un uomo, sia da una donna. L'appellativo "ambasciatrice" difatti, secondo lo stesso protocollo, era usato per designare la "signora moglie dell'ambasciatore". Al giorno d'oggi Ambasciatrice è l'appellativo comunemente utilizzato per le funzionarie della carriera diplomatica nel ruolo apicale e/o a capo di una rappresentanza diplomatica.

### Testi
- Boleslaw A. B. International law: a dictionary, voce Diplomatic Agents: Heads of Permanent Missions. Scarecrow Press, 2005. ISBN 978-0-8108-5078-1
- Stefano Baldi e Giuseppe Nesi (a cura di), Diplomatici. 33 saggi su aspetti giuridici e politici della diplomazia contemporanea (PDF), Editoriale Scientifica, 2018, ISBN 978-88-9391-235-8. URL consultato il 30 dicembre 2020.

### Atti normativi italiani
- Decreto del presidente della Repubblica 5 gennaio 1967, n. 18, in materia di "Ordinamento dell'Amministrazione degli affari esteri."